# Letiště Iškaším
Letiště Iškaším (ICAO: OAEM) je veřejné letiště nacházející se poblíž Iškašímu v Badachšánu v Afghánistánu.
Leží v nadmořské výšce 2 620 m n. m. a má asfaltovou přistávací a vzletovou dráhu s délkou 896 m.